# إيغور سوتياجين
إيغور سوتياجين (بالإنجليزية: Igor Sutyagin) (و. 1965 – م) هو فيزيائي من الاتحاد السوفيتي . ولد في موسكو .

## التعليم
تعلم في جامعة موسكو الحكومية

## جوائز
حصل على جوائز منها:
- وسام الاحتفال بالذكرى السنوية الخمسين بعد المائة لموسكو [الإنجليزية]‏.